# Лео Левенталь
Лео Левенталь, (нім. Leo Löwenthal, 3 листопада 1900, Франкфурт-на-Майні – 21 січня 1993, Берклі) – німецький і американський соціальный філософ, соціолог літератури і масових комунікацій.

## Біографія

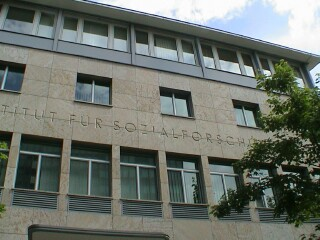
Institute for Social Research (Франкфурт-на-Майні)

Походив із асимільованої єврейської сім'ї, син лікаря. У 1926 рік у стає провідним експертом франкфуртського Інституту соціальних досліджень, спеціалізувався на соціології популярної літератури й масових комунікацій.
Виконавчий директор «Журналу соціальних досліджень» (з 1932 а). У 1934 році емігрував до США.
Працював в Бюро військової інформації в Вашингтоні. На відміну від Адорно, Хоркхаймер і інших, які повернулися після війни. до Німеччини, Левенталь — як Маркузе і Фромм — залишився в США. Працював у дослідницькому відділі радіостанції Голос Америки, в Стенфордському університеті і Каліфорнійському університеті в Берклі. Офіційно пішов у відставку в 1968 році, але продовжував активно працювати в університеті до кінця життя. Крім того, з 1970 по 1992 рік вів домашній семінар з соціології літератури, в ньому, серед інших, брав участь Віктор Заславський.

## Праці
- Schriften in fünf Bänden. Frankfurt/ Main: Suhrkamp, 1980-1987.

1. Literatur und Massenkultur
2. Das bürgerliche Bewußtsein in der Literatur
3. Falsche Propheten. Studien zum Autoritarismus
4. Judaica. Vorträge. Briefe
5. Philosophische Frühschriften

- Mitmachen wollte ich nie. Ein autobiografisches Gespräch mit Helmut Dubiel. Frankfurt/ Main: Suhrkamp, 1980
- An Unmastered Past: The Autobiographical Reflections of Leo Lowenthal/ Martin Jay, ed. Berkeley: University of California Press, 1987
- In steter Freundschaft: Leo Löwenthal - Siegfied Kracauer Briefwechsel 1921-1966/ Peter-Erwin Jansen; Christian Schmidt. Lüneburg: Zu Klampen, 2003